# 1330
Portal Geschichte | Portal Biografien | Aktuelle Ereignisse | Jahreskalender | Tagesartikel

◄ |
13. Jahrhundert |
14. Jahrhundert
| 15. Jahrhundert | ►

◄ |
1300er |
1310er |
1320er |
1330er
| 1340er | 1350er | 1360er | ►

◄◄ |
◄ |
1326 |
1327 |
1328 |
1329 |
1330
| 1331 | 1332 | 1333 | 1334 | ► | ►►
Staatsoberhäupter  · Nekrolog
| Januar | Januar | Januar | Januar | Januar | Januar | Januar | Januar |
| Kw     | Mo     | Di     | Mi     | Do     | Fr     | Sa     | So     |
| 1      | 1      | 2      | 3      | 4      | 5      | 6      | 7      |
| 2      | 8      | 9      | 10     | 11     | 12     | 13     | 14     |
| 3      | 15     | 16     | 17     | 18     | 19     | 20     | 21     |
| 4      | 22     | 23     | 24     | 25     | 26     | 27     | 28     |
| 5      | 29     | 30     | 31     |        |        |        |        |
| ------ | ------ | ------ | ------ | ------ | ------ | ------ | ------ |

| Februar | Februar | Februar | Februar | Februar | Februar | Februar | Februar |
| Kw      | Mo      | Di      | Mi      | Do      | Fr      | Sa      | So      |
| 5       |         |         |         | 1       | 2       | 3       | 4       |
| 6       | 5       | 6       | 7       | 8       | 9       | 10      | 11      |
| 7       | 12      | 13      | 14      | 15      | 16      | 17      | 18      |
| 8       | 19      | 20      | 21      | 22      | 23      | 24      | 25      |
| 9       | 26      | 27      | 28      |         |         |         |         |
| ------- | ------- | ------- | ------- | ------- | ------- | ------- | ------- |

| März | März | März | März | März | März | März | März |
| Kw   | Mo   | Di   | Mi   | Do   | Fr   | Sa   | So   |
| 9    |      |      |      | 1    | 2    | 3    | 4    |
| 10   | 5    | 6    | 7    | 8    | 9    | 10   | 11   |
| 11   | 12   | 13   | 14   | 15   | 16   | 17   | 18   |
| 12   | 19   | 20   | 21   | 22   | 23   | 24   | 25   |
| 13   | 26   | 27   | 28   | 29   | 30   | 31   |      |
| ---- | ---- | ---- | ---- | ---- | ---- | ---- | ---- |

| April | April | April | April | April | April | April | April |
| Kw    | Mo    | Di    | Mi    | Do    | Fr    | Sa    | So    |
| 13    |       |       |       |       |       |       | 1     |
| 14    | 2     | 3     | 4     | 5     | 6     | 7     | 8     |
| 15    | 9     | 10    | 11    | 12    | 13    | 14    | 15    |
| 16    | 16    | 17    | 18    | 19    | 20    | 21    | 22    |
| 17    | 23    | 24    | 25    | 26    | 27    | 28    | 29    |
| 18    | 30    |       |       |       |       |       |       |
| ----- | ----- | ----- | ----- | ----- | ----- | ----- | ----- |

| Mai | Mai | Mai | Mai | Mai | Mai | Mai | Mai |
| Kw  | Mo  | Di  | Mi  | Do  | Fr  | Sa  | So  |
| 18  |     | 1   | 2   | 3   | 4   | 5   | 6   |
| 19  | 7   | 8   | 9   | 10  | 11  | 12  | 13  |
| 20  | 14  | 15  | 16  | 17  | 18  | 19  | 20  |
| 21  | 21  | 22  | 23  | 24  | 25  | 26  | 27  |
| 22  | 28  | 29  | 30  | 31  |     |     |     |
| --- | --- | --- | --- | --- | --- | --- | --- |

| Juni | Juni | Juni | Juni | Juni | Juni | Juni | Juni |
| Kw   | Mo   | Di   | Mi   | Do   | Fr   | Sa   | So   |
| 22   |      |      |      |      | 1    | 2    | 3    |
| 23   | 4    | 5    | 6    | 7    | 8    | 9    | 10   |
| 24   | 11   | 12   | 13   | 14   | 15   | 16   | 17   |
| 25   | 18   | 19   | 20   | 21   | 22   | 23   | 24   |
| 26   | 25   | 26   | 27   | 28   | 29   | 30   |      |
| ---- | ---- | ---- | ---- | ---- | ---- | ---- | ---- |

| Juli | Juli | Juli | Juli | Juli | Juli | Juli | Juli |
| Kw   | Mo   | Di   | Mi   | Do   | Fr   | Sa   | So   |
| 26   |      |      |      |      |      |      | 1    |
| 27   | 2    | 3    | 4    | 5    | 6    | 7    | 8    |
| 28   | 9    | 10   | 11   | 12   | 13   | 14   | 15   |
| 29   | 16   | 17   | 18   | 19   | 20   | 21   | 22   |
| 30   | 23   | 24   | 25   | 26   | 27   | 28   | 29   |
| 31   | 30   | 31   |      |      |      |      |      |
| ---- | ---- | ---- | ---- | ---- | ---- | ---- | ---- |

| August | August | August | August | August | August | August | August |
| Kw     | Mo     | Di     | Mi     | Do     | Fr     | Sa     | So     |
| 31     |        |        | 1      | 2      | 3      | 4      | 5      |
| 32     | 6      | 7      | 8      | 9      | 10     | 11     | 12     |
| 33     | 13     | 14     | 15     | 16     | 17     | 18     | 19     |
| 34     | 20     | 21     | 22     | 23     | 24     | 25     | 26     |
| 35     | 27     | 28     | 29     | 30     | 31     |        |        |
| ------ | ------ | ------ | ------ | ------ | ------ | ------ | ------ |

| September | September | September | September | September | September | September | September |
| Kw        | Mo        | Di        | Mi        | Do        | Fr        | Sa        | So        |
| 35        |           |           |           |           |           | 1         | 2         |
| 36        | 3         | 4         | 5         | 6         | 7         | 8         | 9         |
| 37        | 10        | 11        | 12        | 13        | 14        | 15        | 16        |
| 38        | 17        | 18        | 19        | 20        | 21        | 22        | 23        |
| 39        | 24        | 25        | 26        | 27        | 28        | 29        | 30        |
| --------- | --------- | --------- | --------- | --------- | --------- | --------- | --------- |

| Oktober | Oktober | Oktober | Oktober | Oktober | Oktober | Oktober | Oktober |
| Kw      | Mo      | Di      | Mi      | Do      | Fr      | Sa      | So      |
| 40      | 1       | 2       | 3       | 4       | 5       | 6       | 7       |
| 41      | 8       | 9       | 10      | 11      | 12      | 13      | 14      |
| 42      | 15      | 16      | 17      | 18      | 19      | 20      | 21      |
| 43      | 22      | 23      | 24      | 25      | 26      | 27      | 28      |
| 44      | 29      | 30      | 31      |         |         |         |         |
| ------- | ------- | ------- | ------- | ------- | ------- | ------- | ------- |

| November | November | November | November | November | November | November | November |
| Kw       | Mo       | Di       | Mi       | Do       | Fr       | Sa       | So       |
| 44       |          |          |          | 1        | 2        | 3        | 4        |
| 45       | 5        | 6        | 7        | 8        | 9        | 10       | 11       |
| 46       | 12       | 13       | 14       | 15       | 16       | 17       | 18       |
| 47       | 19       | 20       | 21       | 22       | 23       | 24       | 25       |
| 48       | 26       | 27       | 28       | 29       | 30       |          |          |
| -------- | -------- | -------- | -------- | -------- | -------- | -------- | -------- |

| Dezember | Dezember | Dezember | Dezember | Dezember | Dezember | Dezember | Dezember |
| Kw       | Mo       | Di       | Mi       | Do       | Fr       | Sa       | So       |
| 48       |          |          |          |          |          | 1        | 2        |
| 49       | 3        | 4        | 5        | 6        | 7        | 8        | 9        |
| 50       | 10       | 11       | 12       | 13       | 14       | 15       | 16       |
| 51       | 17       | 18       | 19       | 20       | 21       | 22       | 23       |
| 52       | 24       | 25       | 26       | 27       | 28       | 29       | 30       |
| 1        | 31       |          |          |          |          |          |          |
| -------- | -------- | -------- | -------- | -------- | -------- | -------- | -------- |

| Januar | Januar | Januar | Januar | Januar | Januar | Januar | Januar |
| Kw     | Mo     | Di     | Mi     | Do     | Fr     | Sa     | So     |
| 1      | 1      | 2      | 3      | 4      | 5      | 6      | 7      |
| 2      | 8      | 9      | 10     | 11     | 12     | 13     | 14     |
| 3      | 15     | 16     | 17     | 18     | 19     | 20     | 21     |
| 4      | 22     | 23     | 24     | 25     | 26     | 27     | 28     |
| 5      | 29     | 30     | 31     |        |        |        |        |
| ------ | ------ | ------ | ------ | ------ | ------ | ------ | ------ |

| Februar | Februar | Februar | Februar | Februar | Februar | Februar | Februar |
| Kw      | Mo      | Di      | Mi      | Do      | Fr      | Sa      | So      |
| 5       |         |         |         | 1       | 2       | 3       | 4       |
| 6       | 5       | 6       | 7       | 8       | 9       | 10      | 11      |
| 7       | 12      | 13      | 14      | 15      | 16      | 17      | 18      |
| 8       | 19      | 20      | 21      | 22      | 23      | 24      | 25      |
| 9       | 26      | 27      | 28      |         |         |         |         |
| ------- | ------- | ------- | ------- | ------- | ------- | ------- | ------- |

| März | März | März | März | März | März | März | März |
| Kw   | Mo   | Di   | Mi   | Do   | Fr   | Sa   | So   |
| 9    |      |      |      | 1    | 2    | 3    | 4    |
| 10   | 5    | 6    | 7    | 8    | 9    | 10   | 11   |
| 11   | 12   | 13   | 14   | 15   | 16   | 17   | 18   |
| 12   | 19   | 20   | 21   | 22   | 23   | 24   | 25   |
| 13   | 26   | 27   | 28   | 29   | 30   | 31   |      |
| ---- | ---- | ---- | ---- | ---- | ---- | ---- | ---- |

| April | April | April | April | April | April | April | April |
| Kw    | Mo    | Di    | Mi    | Do    | Fr    | Sa    | So    |
| 13    |       |       |       |       |       |       | 1     |
| 14    | 2     | 3     | 4     | 5     | 6     | 7     | 8     |
| 15    | 9     | 10    | 11    | 12    | 13    | 14    | 15    |
| 16    | 16    | 17    | 18    | 19    | 20    | 21    | 22    |
| 17    | 23    | 24    | 25    | 26    | 27    | 28    | 29    |
| 18    | 30    |       |       |       |       |       |       |
| ----- | ----- | ----- | ----- | ----- | ----- | ----- | ----- |

| Mai | Mai | Mai | Mai | Mai | Mai | Mai | Mai |
| Kw  | Mo  | Di  | Mi  | Do  | Fr  | Sa  | So  |
| 18  |     | 1   | 2   | 3   | 4   | 5   | 6   |
| 19  | 7   | 8   | 9   | 10  | 11  | 12  | 13  |
| 20  | 14  | 15  | 16  | 17  | 18  | 19  | 20  |
| 21  | 21  | 22  | 23  | 24  | 25  | 26  | 27  |
| 22  | 28  | 29  | 30  | 31  |     |     |     |
| --- | --- | --- | --- | --- | --- | --- | --- |

| Juni | Juni | Juni | Juni | Juni | Juni | Juni | Juni |
| Kw   | Mo   | Di   | Mi   | Do   | Fr   | Sa   | So   |
| 22   |      |      |      |      | 1    | 2    | 3    |
| 23   | 4    | 5    | 6    | 7    | 8    | 9    | 10   |
| 24   | 11   | 12   | 13   | 14   | 15   | 16   | 17   |
| 25   | 18   | 19   | 20   | 21   | 22   | 23   | 24   |
| 26   | 25   | 26   | 27   | 28   | 29   | 30   |      |
| ---- | ---- | ---- | ---- | ---- | ---- | ---- | ---- |

| Juli | Juli | Juli | Juli | Juli | Juli | Juli | Juli |
| Kw   | Mo   | Di   | Mi   | Do   | Fr   | Sa   | So   |
| 26   |      |      |      |      |      |      | 1    |
| 27   | 2    | 3    | 4    | 5    | 6    | 7    | 8    |
| 28   | 9    | 10   | 11   | 12   | 13   | 14   | 15   |
| 29   | 16   | 17   | 18   | 19   | 20   | 21   | 22   |
| 30   | 23   | 24   | 25   | 26   | 27   | 28   | 29   |
| 31   | 30   | 31   |      |      |      |      |      |
| ---- | ---- | ---- | ---- | ---- | ---- | ---- | ---- |

| August | August | August | August | August | August | August | August |
| Kw     | Mo     | Di     | Mi     | Do     | Fr     | Sa     | So     |
| 31     |        |        | 1      | 2      | 3      | 4      | 5      |
| 32     | 6      | 7      | 8      | 9      | 10     | 11     | 12     |
| 33     | 13     | 14     | 15     | 16     | 17     | 18     | 19     |
| 34     | 20     | 21     | 22     | 23     | 24     | 25     | 26     |
| 35     | 27     | 28     | 29     | 30     | 31     |        |        |
| ------ | ------ | ------ | ------ | ------ | ------ | ------ | ------ |

| September | September | September | September | September | September | September | September |
| Kw        | Mo        | Di        | Mi        | Do        | Fr        | Sa        | So        |
| 35        |           |           |           |           |           | 1         | 2         |
| 36        | 3         | 4         | 5         | 6         | 7         | 8         | 9         |
| 37        | 10        | 11        | 12        | 13        | 14        | 15        | 16        |
| 38        | 17        | 18        | 19        | 20        | 21        | 22        | 23        |
| 39        | 24        | 25        | 26        | 27        | 28        | 29        | 30        |
| --------- | --------- | --------- | --------- | --------- | --------- | --------- | --------- |

| Oktober | Oktober | Oktober | Oktober | Oktober | Oktober | Oktober | Oktober |
| Kw      | Mo      | Di      | Mi      | Do      | Fr      | Sa      | So      |
| 40      | 1       | 2       | 3       | 4       | 5       | 6       | 7       |
| 41      | 8       | 9       | 10      | 11      | 12      | 13      | 14      |
| 42      | 15      | 16      | 17      | 18      | 19      | 20      | 21      |
| 43      | 22      | 23      | 24      | 25      | 26      | 27      | 28      |
| 44      | 29      | 30      | 31      |         |         |         |         |
| ------- | ------- | ------- | ------- | ------- | ------- | ------- | ------- |

| November | November | November | November | November | November | November | November |
| Kw       | Mo       | Di       | Mi       | Do       | Fr       | Sa       | So       |
| 44       |          |          |          | 1        | 2        | 3        | 4        |
| 45       | 5        | 6        | 7        | 8        | 9        | 10       | 11       |
| 46       | 12       | 13       | 14       | 15       | 16       | 17       | 18       |
| 47       | 19       | 20       | 21       | 22       | 23       | 24       | 25       |
| 48       | 26       | 27       | 28       | 29       | 30       |          |          |
| -------- | -------- | -------- | -------- | -------- | -------- | -------- | -------- |

| Dezember | Dezember | Dezember | Dezember | Dezember | Dezember | Dezember | Dezember |
| Kw       | Mo       | Di       | Mi       | Do       | Fr       | Sa       | So       |
| 48       |          |          |          |          |          | 1        | 2        |
| 49       | 3        | 4        | 5        | 6        | 7        | 8        | 9        |
| 50       | 10       | 11       | 12       | 13       | 14       | 15       | 16       |
| 51       | 17       | 18       | 19       | 20       | 21       | 22       | 23       |
| 52       | 24       | 25       | 26       | 27       | 28       | 29       | 30       |
| 1        | 31       |          |          |          |          |          |          |
| -------- | -------- | -------- | -------- | -------- | -------- | -------- | -------- |

## Ereignisse

### Politik und Weltgeschehen

#### Heiliges Römisches Reich
- 13. Januar: Friedrich der Schöne aus dem Haus Habsburg stirbt auf Burg Gutenstein. Im Konflikt mit Ludwig IV., dem Bayern aus dem Haus Wittelsbach um die Kaiserkrone im Heiligen Römischen Reich hat er sich schon vor Jahren nach einer gütlichen Einigung aus der Reichsregierung zurückgezogen. Auch als Herrscher von Österreich und der Steiermark war er schon seit Längerem durch seine Brüder Rudolf und Leopold beschränkt.
- Februar: Ludwig der Bayer kehrt von seinem 1327 begonnenen Italienzug aus Rom zurück.
- 3. April: Ludwig IV. verfügt, dass die Pfründen von Geistlichen, die dem von Johannes XXII. verhängten Interdikt gehorchen, „Bürgermeistern und Ratsherren der Bürgerschaft“ zufallen.

#### Südosteuropa
- 28. Juli: Stefan Uroš III. Dečanski aus der Nemanjić-Dynastie besiegt mit Unterstützung seines Sohnes Stefan Dušan ein bulgarisches Heer in der Schlacht bei Welbaschd vernichtend, nachdem es diesem nicht mehr gelungen ist, sich wie geplant mit verbündeten byzantinischen Einheiten zu vereinigen. Der bulgarische Zar Michael III. Schischman kommt in der Schlacht ums Leben und wird von seinem Sohn Iwan Stefan beerbt, der gleichzeitig Neffe des siegreichen serbischen Fürsten ist. Serbien erlangt mit diesem Sieg die Vormachtstellung auf dem Balkan.
- 9. bis 12. November: In der Schlacht bei Posada fügt ein walachisches Heer unter Basarab I. einer zahlenmäßig überlegenen ungarischen Armee unter Karl I. eine vernichtende Niederlage zu.

#### Iberische Halbinsel

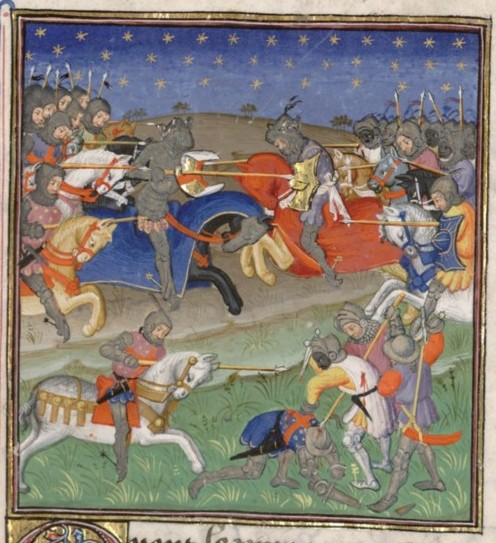
Schlacht von Teba

- 25. August: In der Zeit der Reconquista gelingt es einem christlichen Heer unter der Führung von König Alfons XI. von Kastilien und León, das von schottischen Rittern unterstützt wird, in der Schlacht von Teba eine maurische Streitmacht unter Emir Muhammad IV. von Granada aus dem Haus der Nasriden zu bezwingen und das nahegelegene Castello de la Estrella zu erobern. Der schottische Heerführer James Douglas wird im Kampf getötet. Muhammad schließt bald darauf ein Bündnis mit den Meriniden in Marokko.

#### Britische Inseln

Wappen Edwards III.

- Kurz nach seinem 18ten Geburtstag entmachtet König Edward III. von England seine Mutter Isabelle de France und stellt sie in Castle Rising Castle unter Hausarrest. Ihr Geliebter Roger Mortimer, 1. Earl of March, wird verhaftet und am 29. November wegen Hochverrats in Tyburn bei London gehängt.

#### Skandinavien
- Der unter der Vormundschaft von Gerhard III. aus dem Hause Schauenburg stehende Waldemar III. dankt zugunsten seines Widersachers Christoph II. als König von Dänemark ab. Er übernimmt dafür die Herzogswürde im Herzogtum Schleswig.

#### Urkundliche Ersterwähnungen
- Die Orte Aichelberg, Arosa, Bad Griesbach, Duggingen, Le Bémont, Les Enfers und Rona werden erstmals urkundlich erwähnt.

### Wissenschaft und Kultur
- Mai: Der Franziskaner Odoricus von Pordenone diktiert in Padua den Bericht über eine kurz zuvor beendete mehrjährige Asienreise.
- Don Juan Manuel beginnt mit dem Verfassen von El Conde Lucanor.

### Religion
- 24. März: In den unter dem Provinzialat Meister Eckharts gegründeten Konvent der Dominikaner in Dortmund können 20 Brüder nach mehrfacher Vertreibung endgültig einziehen.

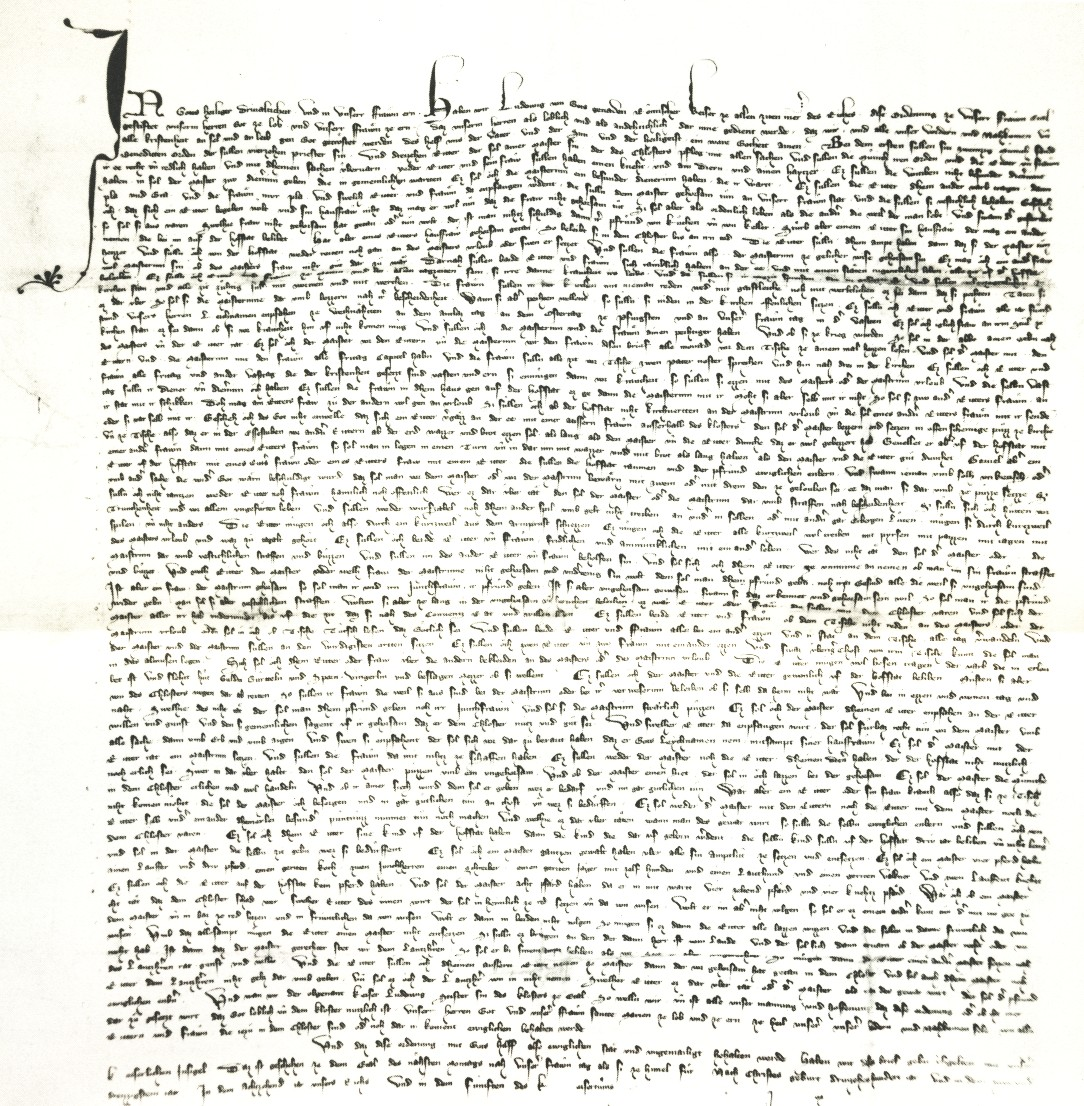
Klosterregel des Klosters Ettal

- 28. April: Das Kloster Ettal wird am Tag des Heiligen Vitalis von Kaiser Ludwig dem Bayern als Teil eines Gelöbnisses gegründet. Zum Gründungsgelübde gehört auch der Ausbau des Verkehrsweges nach Süden und die Erschließung der Gegend.
- 25. August: Nachdem ihm Leben und Pension zugesichert worden sind, verzichtet Gegenpapst Nikolaus V. nach zwei Jahren auf sein Amt und unterwirft sich Papst Johannes XXII., der in Avignon residiert.
- bis 1330: In Südfrankreich halten sich noch kleine Gruppen von Katharern.
- um 1330: In den Pyrenäen fasst die Inquisition Fuß. Es beginnen erste planmäßige Hexenverfolgungen.

## Geboren

### Geburtsdatum gesichert
- 12. Mai: Wilhelm I., Herzog von Bayern-Straubing († 1389)
- 23. Mai: Gongmin Wang, 31. König des koreanischen Goryeo-Reiches († 1374)
- 15. Juni: Edward of Woodstock, „der schwarze Prinz“, seit 1343 Prince of Wales († 1376)
- 4. Juli: Ashikaga Yoshiakira, japanischer Shōgun († 1367)
- 25. Oktober: Ludwig II., Graf von Flandern († 1384)

### Genaues Geburtsdatum unbekannt
- Bernhard von Bentheim, Graf von Bentheim († 1421)
- Emond von Engelsdorf, Erbkämmerer des Herzogtums Luxemburg († 1398)
- Nicolas Flamel, französischer Schreiber, Schriftsteller, Handschriftenhändler und Alchemist († 1413)
- Michael de la Pole, englischer Adeliger und Lordkanzler († 1389)
- Konrad Rehlinger, Augsburger Stadtpfleger († 1380)
- Adelheid von Sulmetingen, deutsche Stifterin und Philanthropin († 1400)

### Geboren um 1330
- Engelbert III. von der Mark, Graf von Mark-Altena († um 1391)
- Owain Lawgoch, walisischer Söldnerführer († 1378)
- Luo Guanzhong, chinesischer Schriftsteller († 1400)
- Nicholas of Lynne, englischer Karmeliter und Astronom († nach 1386)
- Franco Sacchetti, italienischer Schriftsteller († 1400)
- John Wyclif, englischer Kirchenreformator († 1384)

## Gestorben

### Todesdatum gesichert
- 13. Januar: Friedrich der Schöne, Herzog von Österreich und Gegenkönig Ludwigs des Bayern (* 1289)
- 21. Januar: Johanna II., Königin von Frankreich (* um 1291)
- 31. Januar: Johann I., Graf von Namur (* 1267)
- 19. März: Edmund of Woodstock, englischer Adeliger (* 1301)
- 25. März: Elisabeth von Niederbayern, Herzogin von Österreich (* um 1305)
- 10. April: Otto II., Herzog zu Braunschweig-Lüneburg (* um 1266)
- 12. Juli: Elisabeth von Aragón, Königin des Heiligen Römischen Reichs (* 1300 oder 1302)
- 28. Juli: Michael III., Zar von Bulgarien (* um 1280)
- 21. August: Richard Damory, englischer Adeliger und Höfling
- 25. August: James Douglas, schottischer Heerführer (* 1286)
- 25. August: William Sinclair, schottischer Ritter
- 28. September: Elisabeth, letzte Angehörige des böhmischen Přemyslidengeschlechts (* 1292)
- 10. November: Ulrich von Montpreis, Bischof von Chiemsee
- 18. November: Werner von Orseln, Hochmeister des Deutschen Ordens (* um 1280)
- 29. November: Roger Mortimer, englischer Adeliger und de facto Herrscher von England (* 1287)

### Genaues Todesdatum unbekannt
- Arnold von Eltz, Bischof von Cammin
- Heinrich III., Markgraf von Hachberg und Herr zu Kenzingen
- Lorenzo Maitani, italienischer Architekt und Bildhauer (* um 1275)
- Maximos Planudes, byzantinischer Grammatiker und Theologe (* um 1260)

### Gestorben um 1330
- Ubertino da Casale, italienischer Franziskanerspiritualer, Prediger und Theologe (* 1259)